# Kokemäenjoki

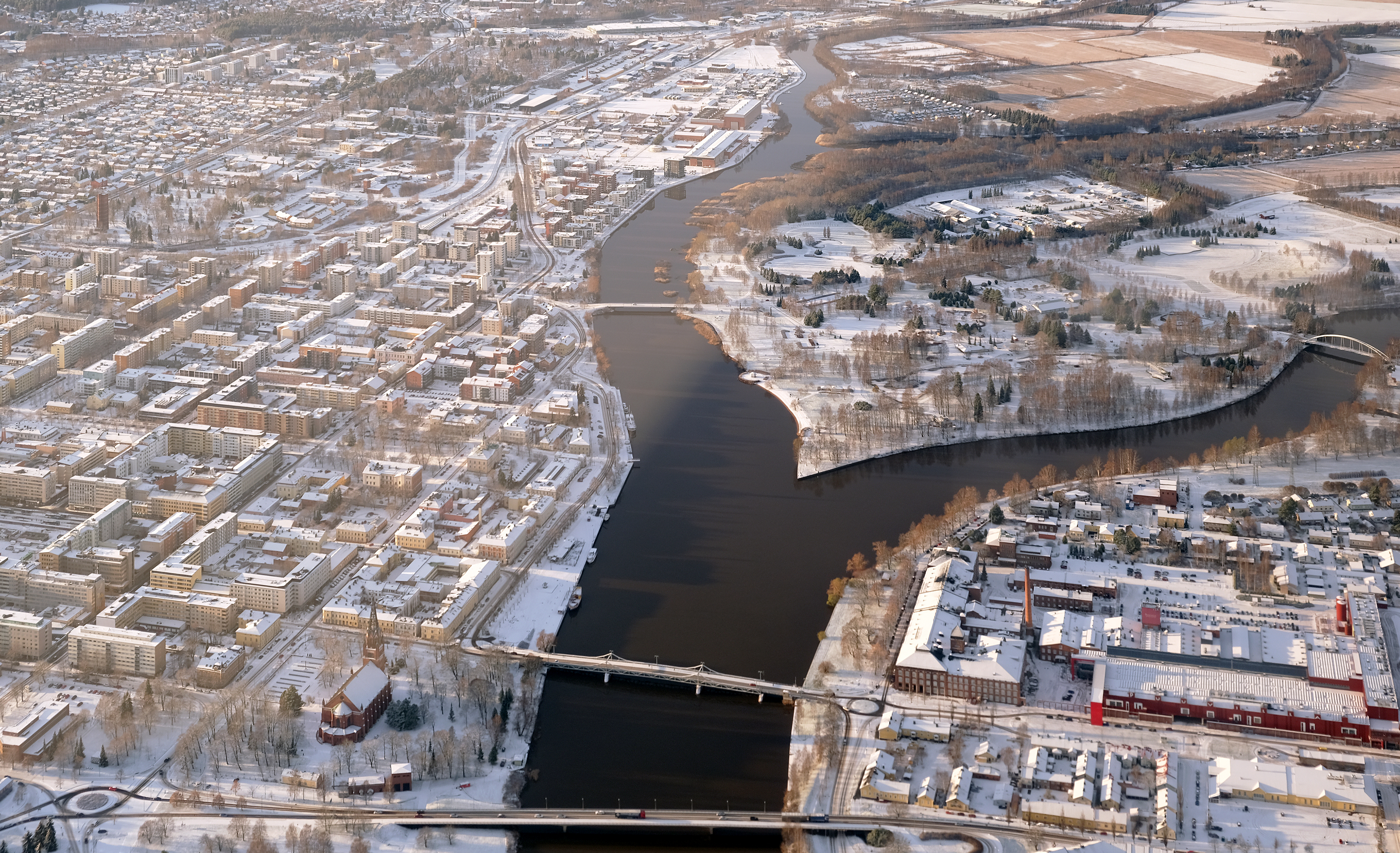
El Kokemäenjoki al seu pas per Pöri.

El Kokemäenjoki és un riu que fa tot el seu recorregut per Finlàndia.
Neix al llac Pyhäjärvi i transcorre de Nord a Sud i d'Oest a Est al llarg de 145 km (és el riu més llarg de tots els països nòrdics) fins a la localitat finlandesa de Pöri (situada al Golf de Bòtnia).